# ロックデール郡 (ジョージア州)
ロックデール郡（英: Rockdale County）は、アメリカ合衆国ジョージア州の郡である。人口は9万3570人（2020年） 。郡庁所在地はコンヤーズであり、同郡で人口最大の都市である。

## 歴史

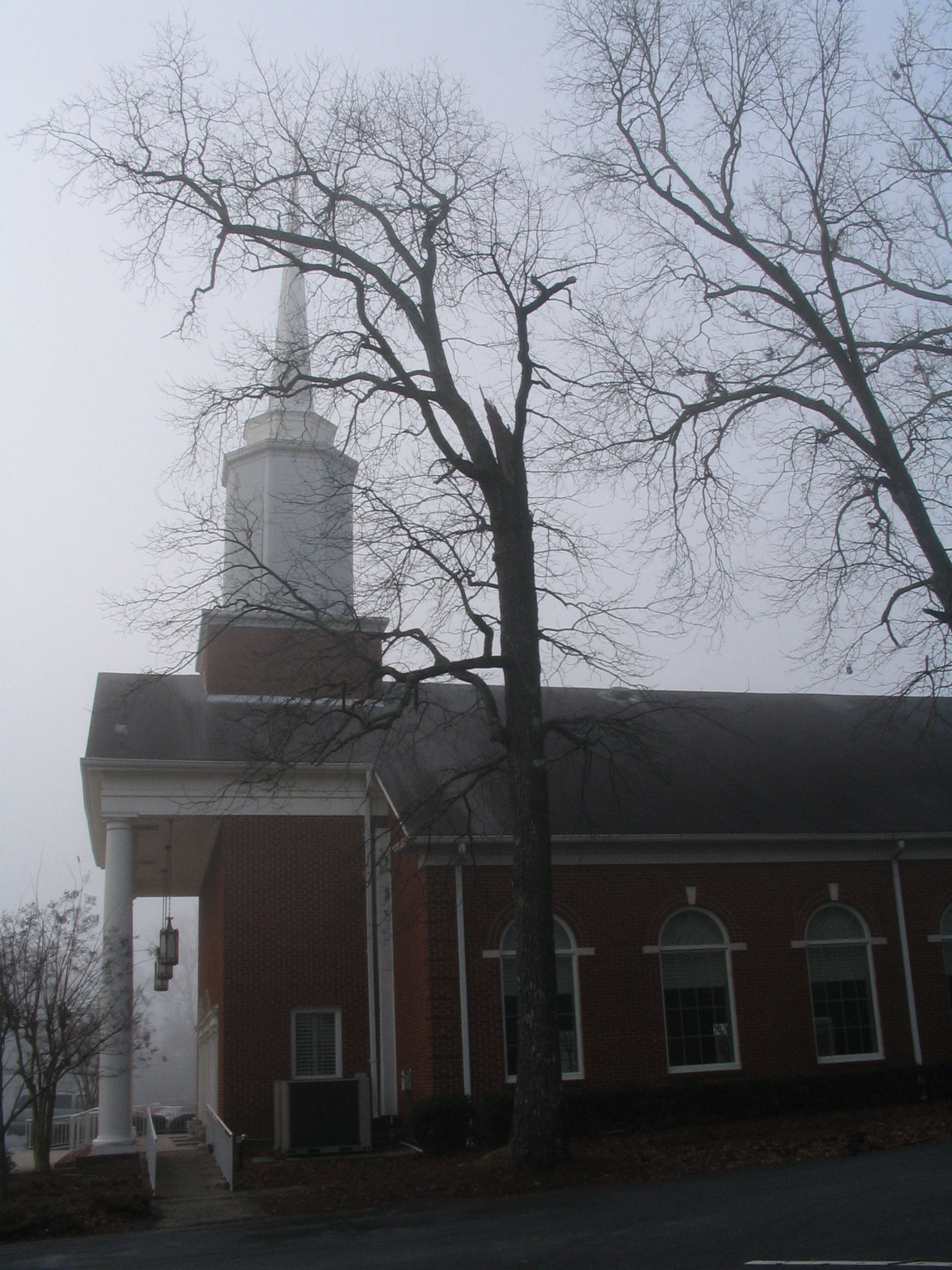
ロックデール・バプテスト教会

ロックデール郡は1871年10月18日に、ジョージア州議会によって設立された。郡名は1846年設立のロックデール・バプテスト教会から採られた。「ロックデール」という名前は、郡内の赤い粘土の表土の下にある花崗岩層を表すものだった。ジョン・F・ハーディンとジョン・ハリスが提出した法案でニュートン郡北部からロックデール郡を作った。領域の一部は隣接するヘンリー郡、ウォルトン郡、グイネット郡、ディカーブ郡からも取られた。郡内唯一の法人化された町で都心となったコニアーズが郡庁所在地になった。
ロックデール郡の成立以前、この地域にはクリーク族とチェロキー族インディアンが住んでいた。2部族の境界は地域を直接抜けるハイタワー・トレイルだった。ハニー・クリークやハイ・ロック地域では埋葬地の跡が見つかっている。19世紀初期に白人が入ってくるようになったが、当初の白人開拓者はインディアンからの襲撃に苦しんだ。初期の開拓地は北部のビッグヘインズ・クリーク沿い、中部のイエロー川沿い、南部のハニー・クリーク沿いに作られた。製粉所や新しく作られた教会の周りに集落ができた。例えば、ハラルソン・ミル、コストリーズ・ミル、ダイアル・・ミル、ザカリーズ・ミル、マッケルロイズ・ミル、ユニオングローブ・バプテスト教会、エベネザー・メソジスト教会、フィラデルフィア・メソジスト教会、セイラム・バプテスト教会、スマーナ長老派教会、プレザントヒル・バプテスト教会、ベセル・キリスト教会、ハニー・クリーク・バプテスト教会があった。他にもマグネットやシンガラの町ができた。これら開拓者はほとんど自給自足農家だった。
南北戦争のとき、ウィリアム・シャーマンの北軍が、コンヤーズの北を行軍し、リソニアからコビントンに向かった。この軍隊が通ると資産の没収や破壊が付いて回った。コンヤーズはジョージア鉄道の重要な停車駅だったので、コンヤーズ住民の多くはシャーマン軍が町を破壊することを恐れ、近くのウォルトン郡のソーシャルサークルに逃げた。コンヤーズはこの戦争で被災を免れ、19世紀の住宅や商業建築の例が残されている。アメリカ国道178号線沿い、コニアーズの西にある歴史標識に拠れば、1865年5月9日、南軍のジョセフ・ウィーラー少将とその参謀の一部が、ジェファーソン・デイヴィスを追跡していた北軍に捕まえられた。ウィーラーは後にアセンズで釈放されたが、再度捕獲された。ウィーラーはこの戦争で3回負傷し、乗っていた馬は16度撃たれていた。
レコンストラクション時代、コンヤーズとロックデール郡は急激な成長を遂げた。地元紙の「ザ・ウィークリー・ファーマー」に拠れば、コンヤーズ市の人口は300人から2,000人に増えた。郡内の店舗、企業、学校、教会の数も急速に増えた。郡の一部は密造酒で有名であり、1882年、郡は医者の処方によって、免許を持つ薬剤師によるもの以外アルコール飲料の製造と販売を禁じるドライ郡になった。20世紀初期に入っても郡の経済は主に農業に頼っていた。公共放送サービスのドキュメンタリー『ロックデール郡の失われた子供たち』は1990年代に郡内で蔓延した梅毒に関するものである。

## 地理
アメリカ合衆国国勢調査局に拠れば、郡域全面積は132.13平方マイル (342.2 km2)であり、このうち陸地130.63平方マイル (338.3 km2)、水域は1.50平方マイル (3.9 km2)で水域率は1.14%である。

### 主要高規格道路

#### 州間高速道路
- 州間高速道路20号線

#### アメリカ国道
- アメリカ国道278号線

#### ジョージア州道
- ジョージア州道12号線
- ジョージア州道20号線
- ジョージア州道138号線
- ジョージア州道162号線
- ジョージア州道212号線
- ジョージア州道402号線

郡内には州間高速道路20号線とジョージア州道20号線のインターチェンジがある。運転者の混乱を避けるために州道20号線と138号線が合流している部分は単に138号線とのみ呼ばれる。

### 隣接する郡
- グイネット郡 - 北
- ニュートン郡 - 東
- ウォルトン郡 - 東
- ヘンリー郡 - 南
- ディカーブ郡 - 西

## 人口動態
以下は2010年国勢調査による人口統計データである。
| 基礎データ - 人口: 85,215人 - 世帯数: 24,052 世帯 - 人口密度: 207人/km2（536人/mi2） 人種別人口構成 - 白人: 40.9% - アフリカン・アメリカン: 45.8% - ネイティブ・アメリカン: 0.2% - アジア人: 1.8% - 太平洋諸島系: 0.1% - その他の人種: 0.3% - 混血: 1.6% - ヒスパニック・ラテン系: 9.5% 年齢別人口構成 - 18歳未満: 27.5% - 18-24歳: 8.8% - 25-44歳: 30.5% - 45-64歳: 24.0% - 65歳以上: 9.2% - 年齢の中央値: 35歳 - 性比（女性100人あたり男性の人口） - 総人口: 98.8 - 18歳以上: 96.4 | 世帯と家族（対世帯数） - 18歳未満の子供がいる: 39.1% - 結婚・同居している夫婦: 61.6% - 未婚・離婚・死別女性が世帯主: 12.4% - 非家族世帯: 21.5% - 単身世帯: 16.9% - 65歳以上の老人1人暮らし: 5.3% - 平均構成人数 - 世帯: 2.87人 - 家族: 3.20人 収入と家計 - 収入の中央値 - 世帯: 53,599米ドル - 家族: 60,065米ドル - 性別 - 男性: 41,087米ドル - 女性: 29,189米ドル - 人口1人あたり収入: 22,300米ドル - 貧困線以下 - 対人口: 8.2% - 対家族数: 5.7% - 18歳未満: 10.0% - 65歳以上: 7.7% |

## 都市と町
- コンヤーズ - 郡庁所在地

### 未編入の町
- エベネザー
- ハニー・クリーク
- レイクビューエステイツ
- マグネット
- ミルステッド
- プレザントヒル
- プリンストン
- セイラム
- スマーナ
- ユニオングローブ
- ジンガラ
- オークヒル

## 観光地
- ジョージア国際ホースパーク
- ブラックショールズ個と屋根付き橋
- オールドタウン・コニアーズ歴史地区
- ホーリースピリット修道院
- セイラム・キャンプ場
- スマーナ・キャンプ場
- ミルステッド歴史的ミルビレッジ
- パノラ山州立公園
- ロックデール・バプテスト教会

## 著名な出身者
- カルテル (バンド)のウィル・ピュー、ジョセフ・ペッパー、ジェフ・レット、ニック・ハドソン、ケヴィン・サンダース
- ダコタ・ファニング、女優
- エル・ファニング、女優、ダコタの妹
- ホリー・ハンター、女優
- タイラー・オースティン、プロ野球選手
- バック・ファーマー、プロ野球選手